# آئروماکی ام بی-۳۳۹
آئروماکی ام بی ۳۳۹ یک هواپیمای آموزشی نظامی و هواگرد تهاجمی سبک است. این هواپیما به عنوان جایگزینی برای ام بی-۳۲۶ توسعه داده شده است.